# بلی ماناستیر
بــِلی ماناستیر (به کرواتی: Beli Manastir) شهری در اوسییک-بارانجا کشور کرواسی است که جمعیت آن در سال ۲۰۱۱ میلادی ۱۰٬۷۹۰ نفر بوده‌است.